# Mark Falgren
Mark Falgren alias Lovestick (født 14. marts 1988) er bedst kendt som trommeslageren fra bandet Lukas Graham. 

## Andet
Mark Falgren har også spillet trommer for sangerinden Aura Dione, den dansk-afrikanske sangerinde Nabiha og den danske singer-songwriter Sebastian Lind. 

## Hæder
I 2013 modtog han prisen for årets trommeslager af Modern Drums. 
I 2009 vandt Mark Falgren prisen som den bedste trommeslager i den internationale musikkonkurrence Emergenza Festival i Tyskland, hvor over 6.000 bands verden over havde deltaget i.

## Privat
Han har en bachelor fra Rytmisk Musikkonservatorium i København.